# 基拉伊·加博爾
基拉伊·加博爾·費倫茨（匈牙利語：Király Gábor Ferenc，發音：[ˈkiraːj ˈɡaːbor ˈfɛrɛnt͡s]；1976年4月1日—）是一位前匈牙利足球運動員。在場上的位置是守門員，同時亦是歐國盃史上最年長的上陣球員。由於其上陣時經常穿的運動褲看似睡褲，所以被球迷稱爲「睡褲門將」。他也曾代表匈牙利國家足球隊參賽。